# Затока Зради
Зато́ка Зра́ди (рос. Залив Измены) — невелика затока на півдні острова Кунашир. Знаходиться в протоці Зради.
Затока являє собою великий трикутник із сторонами 8,7 км на півночі, 8,1 км на сході та 10,5 км на південному заході при виході. На північному заході затока відмежовується мисом Палтусів, а на заході — Весловським півостровом. Біля мису Палтусів знаходиться невелика затока Мілка, а в основі Весловського півострова — озеро лиманного типу Весловське. На заході затоки знаходиться Палтусова мілина. Береги затоки мало порізані, болотисті та низинні, вкриті степовою рослинністю.